# Lostallo
Lostallo (Lombardisch: Losc'tàl) is een gemeente in het Zwitserse bergdal Valle Mesolcina en behoort tot het kanton Graubünden.
De plaats Lostallo ligt op de rechteroever van de river de Moesa, aan de voet van de 2694 meter hoge Piz de Groven. Tot de gemeente behoren naast de hoofdplaats Lostallo ook de gehuchten Arbella, Cabbiolo en Sorte.
Lostallo is gesticht in het jaar 1509. In de middeleeuwen vormde het samen met het nabijgelegen Soazza de gemeente Mesocco Sotto Porta. De naam is afgeleid van het woord sosta dat tussenstop betekent, dit slaat waarschijnlijk terug op de paardenrustplaats die zich hier bevond.
Het dorp Lostallo telt twee kleine kerken, de San Borromeo (1611) en San Giorgio (1219). Deze laatste behoort tot de oudste van het Valle Mesolcina.